# Celina forsteri
Celina forsteri är en skalbaggsart som beskrevs av Guignot 1957. Celina forsteri ingår i släktet Celina och familjen dykare. Inga underarter finns listade i Catalogue of Life.